# Ellen i William Craft

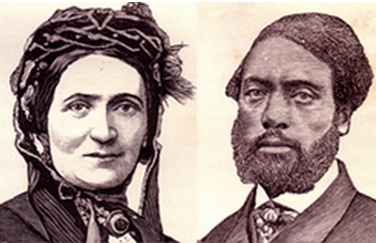
Ellen i William Craft

Ellen (ur. 1826, zm. 1891) i William (ur. 1824, zm. 1900) Craft – małżeństwo amerykańskich niewolników, które w 1848 roku w przebraniu uciekło z niewoli. Ich historia stała się jednym z symboli ruchu abolicjonistycznego.
Ellen urodziła się na farmie w Clinton w stanie Georgia jako nieślubne dziecko niewolnicy Marii i jej właściciela, majora Jamesa Smitha. Jej narodziny stały się dla Jamesa kłopotem – jasnoskóra Ellen często była brana przez obcych za członka rodziny. Ostatecznie, gdy miała 11 lat, została podarowana przez żonę Smitha jako prezent ślubny jej mieszkającej w Macon córce (a zarazem przyrodniej siostrze Ellen).
W Macon Ellen poznała Williama Crafta, niewolnika pracującego jako pomocnik stolarza, któremu sprzedał go jego poprzedni pan z powodu długów hazardowych. W 1846 roku para pobrała się, ponieważ jednak należeli do różnych właścicieli, nie mogli zamieszkać razem. Niedługo później podjęli decyzję o ucieczce, wykorzystując czas wolny przyznany im z okazji Bożego Narodzenia 1848 roku. Przebrana Ellen udawała chorego białego mężczyznę, a William towarzyszącego mu w podróży niewolnika. Para dojechała pociągiem do Savannah, gdzie popłynęła statkiem do Charleston w Karolinie Południowej, skąd kolejnym pociągiem dotarli do Maryland. Przez pewien czas zatrzymali się u rodziny kwakrów w Filadelfii, a po nawiązaniu kontaktów z abolicjonistami przenieśli się do Bostonu, aktywnie angażując się w ruch na rzecz zniesienia niewolnictwa.

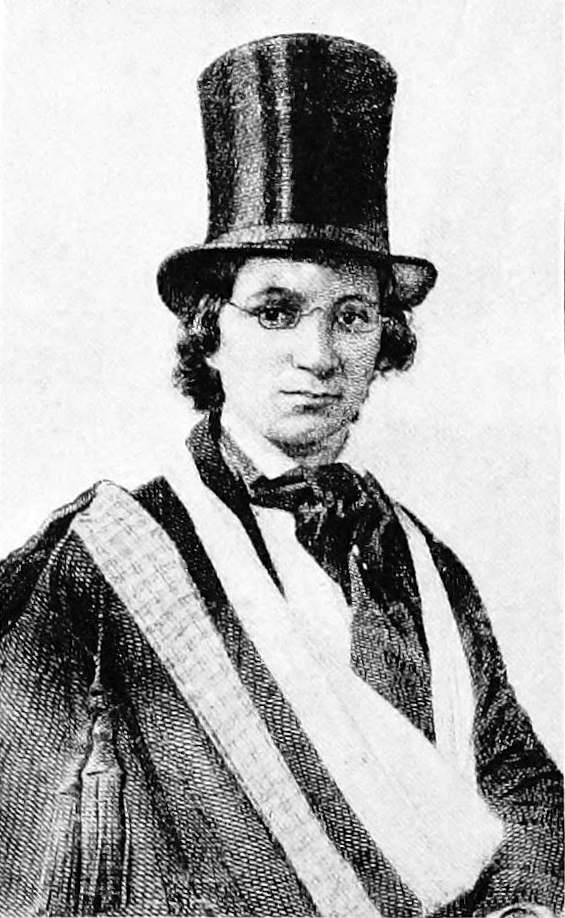
Ellen Craft w przebraniu

Po uchwaleniu w 1850 roku Ustawy o zbiegłych niewolnikach, zobowiązującej władze federalne do ścigania zbiegłych niewolników i zwrotu ich właścicielom, obawiający się o swój los Craftowie wyemigrowali do Wielkiej Brytanii. Spędzili tam następne 19 lat.
Ukończyli szkołę  w Ockham, angażowali się w działalność dobroczynną, wspomagając m.in. szkoły dla czarnych wyzwoleńców w Sierra Leone. W 1860 roku ukazała się napisana przez nich wspólnie książka, Running a Thousand Miles for Freedom; or the Escape of William and Ellen Craft from Slavery.
Do Stanów Zjednoczonych powrócili w 1869 roku, już po zniesieniu niewolnictwa. 
William prowadził plantację w Hickory Hill w Karolinie Południowej a w 1870 roku Ellen otworzyła tam szkołę; jednak budynki zostały podpalone przez Ku Klux Klan.  W styczniu 1874 roku kupili nową plantację – Woodville w Ways Station w Bryan County w stanie Georgia około 50 mil od Savannah. Ellen prowadziła tam szkołę; zostali jednak zbankrutowani w przegranym procesie o zniesławienie. Około 1890 roku przenieśli się do Charleston, gdzie mieszkali u swojej córki i jej męża. Zmarli bez majątku.